# 17196 Мастродемос
17196 Мастродемос (17196 Mastrodemos) — астероїд головного поясу, відкритий 3 грудня 1999 року.
Тіссеранів параметр щодо Юпітера — 3,319.